# 三重県立伊賀白鳳高等学校
三重県立伊賀白鳳高等学校（みえけんりつ いがはくほうこうとうがっこう）は、三重県伊賀市緑ヶ丘西町に所在する公立の高等学校。工業・農業・商業・福祉系の学科を1つの学校の中に設置しており、三重県で初めての総合専門高校である。

## 概要
伊賀地区内の全日制高等学校3校（三重県立上野工業高等学校・三重県立上野農業高等学校・三重県立上野商業高等学校）の統合によって、2009年4月に開校。統合前の上野工業高等学校の校舎を使用し、2011年までは統合前の3校と並立していた。
校名は伊賀市にある上野城（正式には伊賀文化産業城）の別名「白鳳城」が由来で、一般からの応募をもとに決定した。
旧・上野工業高等学校の陸上部は、全国高等学校駅伝競走大会の出場常連校であり、過去最高で全国4位の実績があったが、伊賀白鳳高等学校となった後の2012年・2013年の大会においては全国3位となっている。2013年に三重県高校駅伝で男女アベック優勝している。

## アクセス
- 伊賀鉄道伊賀線茅町駅より徒歩12分

## 著名な出身者
- 高林祐介 - 陸上競技選手（旧 上野工業卒）
- 中村匠吾 - 陸上競技選手（旧 上野工業卒）
- 西山雄介 - 陸上競技選手[1]
- 宮崎有香 - サッカー日本女子代表（旧 上野商業卒）
- 元永定正 - 芸術家（旧 上野商業卒）